# Denis Zakaria
Denis Lemi Zakaria Lako Lado (Genf, 1996. november 20. –) svájci válogatott labdarúgó, az AS Monaco középpályása.

## Pályafutása

### Klubcsapatokban
2004 és 2015 között a svájci Servette FC utánpótlás csapatában nevelkedett. A felnőtt csapatban hat bajnokin lépett pályára. Innen 2015 nyarán BSC Young Boys csapatához igazolt. Négy évre szerződést írt alá, a szerződés összege nem volt publikus. Július 18-án az új csapata a FC Zürich vendégeként lépett pályára, a mérkőzés 79. percében Alexander Gerndten cseréjeként debütált a Svájci Super Leagueben, találkozó 1–1-re végződött. Ám szerződését nem töltötte ki. 2015 és 2017 között 50 bajnoki mérkőzéseken lépett pályára és két gólt szerzett. 2017 nyarán ötéves szerződést kötött a német Borussia Mönchengladbach csapatához 10 millió euró ellenében. Mahmoud Dahoud helyére igazolták aki a Borussia Dortmundhoz szerződött.
2022. szeptember 1-jén a Chelsea vételi opcióval kölcsönvette.
2023. augusztus 14-én a francia élvonalbeli AS Monaco szerződtette.

### A válogatottban
Zakaria több svájci ifjúsági válogatottban is játszott. 
Bekerült Svájc 2018-as labdarúgó-világbajnokságra utazó 23 fős keretébe.
2021 májusában bekerült svájci 26 fős 2020-as Európa-bajnokság keretébe. Június 12-én a Wales elleni Eb csoport mérkőzés 66. percében Shaqiri cseréjeként lépett pályára, a mérkőzés végül 1–1-es döntetlennel ért véget. 2024. június 7-én bekerült Murat Yakın szövetségi kapitány 26 fős keretébe, akik utaznak az Európa-bajnokságra.

## Magánélete
A svájci Genfben született, dél-szudáni apától és kongói anyától.

## Statisztikái

### Klubcsapatokban
Legutóbb frissítve:2021. május 22-én lett.
| Klub                     | Idény          | Liga                   | Liga       | Liga  | Nemzeti kupa | Nemzeti kupa | Nemzetközi kupa | Nemzetközi kupa | Egyéb      | Egyéb | Összesen   | Összesen |
| Klub                     | Idény          | Bajnokság              | Mérkőzések | Gólok | Mérkőzések   | Gólok        | Mérkőzések      | Gólok           | Mérkőzések | Gólok | Mérkőzések | Gólok    |
| ------------------------ | -------------- | ---------------------- | ---------- | ----- | ------------ | ------------ | --------------- | --------------- | ---------- | ----- | ---------- | -------- |
| Servette                 | 2014–15        | Swiss Challenge League | 6          | 2     | 0            | 0            | —               | —               | —          | —     | 6          | 2        |
| Young Boys               | 2015–16        | Swiss Super League     | 27         | 1     | 3            | 0            | 3               | 0               | —          | —     | 33         | 1        |
| Young Boys               | 2016–17        | Swiss Super League     | 23         | 1     | 4            | 0            | 7               | 0               | —          | —     | 34         | 1        |
| Young Boys               | Összesen       | Összesen               | 50         | 1     | 7            | 0            | 10              | 0               | —          | —     | 67         | 2        |
| Borussia Mönchengladbach | 2017–18        | Bundesliga             | 30         | 2     | 3            | 0            | —               | —               | —          | —     | 33         | 2        |
| Borussia Mönchengladbach | 2018–19        | Bundesliga             | 31         | 4     | 1            | 0            | —               | —               | —          | —     | 32         | 4        |
| Borussia Mönchengladbach | 2019–20        | Bundesliga             | 23         | 2     | 2            | 0            | 6               | 0               | —          | —     | 31         | 2        |
| Borussia Mönchengladbach | 2020–21        | Bundesliga             | 25         | 1     | 2            | 0            | 5               | 0               | —          | —     | 32         | 1        |
| Borussia Mönchengladbach | Összesen       | Összesen               | 109        | 9     | 8            | 0            | 11!0            | —               | 128        | 9     |            |          |
| Teljes karrier           | Teljes karrier | Teljes karrier         | 164        | 13    | 15           | 0            | 21              | 0               | 0          | 0     | 201        | 13       |

1. ↑  Egy pályára lépése a Bajnokok ligája rájátszásában és két pályára lépese az Európa-ligában.
2. ↑  Két pályára lépese a Bajnokok ligája rájátszásában és öt pályára lépese az Európa-ligában.
3. ↑  Pályára lépései az Európa-ligában.
4. ↑  Pályára lépései a Bajnokok ligájában.

### A válogatottban
| Válogatott | Év       | Pályára lépés | Gól |
| ---------- | -------- | ------------- | --- |
| Svájc      | 2016     | 3             | 0   |
| Svájc      | 2017     | 6             | 0   |
| Svájc      | 2018     | 9             | 1   |
| Svájc      | 2019     | 10            | 2   |
| Svájc      | 2021     | 12            | 0   |
| Svájc      | 2022     | 5             | 0   |
| Svájc      | 2023     | 4             | 0   |
| Összesen   | Összesen | 49            | 3   |

#### Góljai a válogatottban
| # | Időpont             | Helyszín                                   | Ellenfél  | Gólok | Eredmény | Kiírás                                     |
| - | ------------------- | ------------------------------------------ | --------- | ----- | -------- | ------------------------------------------ |
| 1 | 2018. szeptember 8. | Kybunpark, Sankt Gallen, Svájc             | Izland    | 2–0   | 6–0      | 2018–2019-es UEFA Nemzetek Ligája (A liga) |
| 2 | 2019. március 23.   | Borisz Paicsadze Stadion, Tbiliszi, Grúzia | Grúzia    | 2–0   | 2–0      | 2020-as EB-selejtező                       |
| 3 | 2019. szeptember 8. | Stade Tourbillon, Sion, Svájc              | Gibraltár | 1–0   | 4–0      | 2020-as EB-selejtező                       |